# 4771 Хаясі
4771 Хая́сі (4771 Hayashi) — астероїд головного поясу, відкритий 7 вересня 1989 року.
Тіссеранів параметр щодо Юпітера — 3,352.